# Kim Hye-ja
Kim Hye-ja (25 de octubre de 1941) es una actriz surcoreana.

## Carrera
Kim obtuvo la aclamación de la crítica internacional por el thriller noir Madre, la cual la hizo ganadora por su interpretación al premio mejor actriz de película extranjera en los festivales de cine Golden Rooster y Hundred Flowers, y mejor actriz en los premios Asia Pacific Screen Awards 2009,  Director's Cut Awards,  Women in Film Korea Awards, KOFRA Film Awards, Max Movie Awards,  Asian Film Awards y Los Angeles Film Critics Association Awards.

## Filmografía

### Cine
| Año  | Título             | Papel   | Ref.                 |
| ---- | ------------------ | ------- | -------------------- |
| 1982 | Late Autumn        | Hye-rim |                      |
| 1999 | Mayonnaise         | Mamá    |                      |
| 2009 | Mother             | Hye-ja  | [ 17 ] [ 18 ] [ 19 ] |
| 2014 | How to Steal a Dog | señora  | [ 20 ]               |
| 2017 | The Way            | Soon-ae |                      |

### Series de televisión[21]
| Año  | Título                               | Canal | Ref.                 |
| ---- | ------------------------------------ | ----- | -------------------- |
| 1969 | Frog Husband                         |       |                      |
| 1971 | Chief Inspector                      |       |                      |
| 1975 | Bride Diary                          |       |                      |
| 1977 | I Regret It                          |       |                      |
| 1978 | I Sell Happiness                     |       |                      |
| 1978 | Even If the Wind Blows               |       |                      |
| 1979 | Mom, I Like Dad                      |       |                      |
| 1980 | Country Diaries (until 2002)         | MBC   |                      |
| 1980 | Gan-yang-rok                         |       |                      |
| 1980 | Terminal                             |       |                      |
| 1981 | Let Us Love                          |       |                      |
| 1982 | Yesterday and Tomorrow               |       |                      |
| 1983 | Infant                               |       |                      |
| 1984 | Missing                              |       |                      |
| 1985 | 500 Years of Joseon: The Wind Orchid | MBC   |                      |
| 1986 | First Love                           |       |                      |
| 1988 | Sand Castle                          | MBC   |                      |
| 1989 | The 2nd Republic                     | MBC   |                      |
| 1989 | Winter Mist                          | MBC   |                      |
| 1989 | Your Toast                           | MBC   |                      |
| 1989 | A Happy Woman                        |       |                      |
| 1990 | What Do Women Want?                  | MBC   |                      |
| 1990 | Still Forty-nine                     |       |                      |
| 1991 | What Is Love?                        | MBC   |                      |
| 1992 | Two Women                            | MBC   |                      |
| 1993 | My Mother's Sea                      | MBC   |                      |
| 1994 | A Human Land                         | KBS2  |                      |
| 1995 | Woman                                | MBC   |                      |
| 1996 | Salted Mackerel                      | MBC   |                      |
| 1997 | Your Mother's Story                  |       |                      |
| 1997 | You and I                            | MBC   |                      |
| 1999 | Roses and Beansprouts                | MBC   |                      |
| 2002 | Since We Met                         | MBC   |                      |
| 2004 | The Autumn of Major General Hong     | SBS   |                      |
| 2005 | Smile of Spring Day                  | MBC   |                      |
| 2006 | Princess Hours                       | MBC   |                      |
| 2008 | Mom's Dead Upset                     | KBS2  | [ 22 ] [ 23 ]        |
| 2011 | I Live in Cheongdam-dong             | jTBC  | [ 24 ]               |
| 2015 | Unkind Ladies                        | KBS2  |                      |
| 2016 | Dear My Friends                      | tvN   |                      |
| 2019 | Radiant                              | JTBC  | [ 25 ]               |
| 2021 | Country Diary                        | MBC   | [ 26 ]               |
| 2022 | Our Blues                            | tvN   | [ 27 ]               |
| 2025 | Hasta que el cielo nos reúna         | JTBC  | [ 28 ] [ 29 ] [ 30 ] |

### Presentadora
| Año  | Título                    | Notas                     |
| ---- | ------------------------- | ------------------------- |
| 2020 | 56th Baeksang Arts Awards | presentadora de categoría |

### Libros
| Año  | Título                                                           | Editorial       | ISBN               |
| ---- | ---------------------------------------------------------------- | --------------- | ------------------ |
| 1994 | Kim Hye-ja's Small Voice                                         | People          | ISBN 8985947028    |
| 2004 | Don't Beat Someone, Even with Flowers                            | Ancient Futures | ISBN 8995501405    |
| 2011 | Small World (Watching the World Unfold Before Becoming an Adult) | Darim           | ISBN 9788961770514 |